# Doxycyklin
Doxycyklin (handelsnavn: Vibradox) er et tetracyklinantibiotikum, der bruges til behandling af bakterielle og parasitiske infektioner. Doxycyklin anvendes til behandling af klamydia, alvorlige tilfælde af akne, samt  forebyggende imod og til behandling af malaria hvor der er konstateret nedsat følsomhed overfor andre malariamidler. Doxycyklin kan anvendes, hvis man er allergisk over for penicillin.

## Bivirkninger og forsigtighed
Ved indtagelse af doxycyklin, kan der i enkelte tilfælde opleves bivirkninger såsom kvalme, diarré, urolig mave, kløende hududslæt og vaginal kløe eller udflåd.
Doxycyklin kan, som de andre tetracykliner, medføre at huden bliver lysfølsom. Dette er specielt belastende ved langvarig forebyggende behandling mod malaria, da det øger risikoen for solskoldning.
Tidligere var doxycyklin også kendt for at forringe effektiviteten af mange typer af hormonel prævention, herunder p-piller. Nyere forskning har dog  ikke kunnet påvise noget betydelig tab af effektivitet af p-piller under behandling med tetracyklinantibiotika (herunder doxycyclin). Mange læger anbefaler stadig brug af kondom for mennesker, der indtager doxycyklin, for at forhindre uønsket graviditet.

## Dosering
Doxycyklin findes som tabletter og kapsler. Ved behandling af klamydia tages 100 mg to gange dagligt i en uge, ved alvorlige tilfælde, helt op til 2-3 uger. Som værende et tetracyklinantibiotikum, behandler doxycyklin klamydia i en langt lavere dosis end makrolidantibiotika som azithromycin, men til gengæld er behandlingstiden også betydelig længere.
Ved forebyggelse af malaria skal voksne over 45 kg indtage 100 mg en gang dagligt fra dagen inden indrejse i et område med risiko for smitte med malaria til og med 28 dage efter at området er forladt. Rammes den rejsende af malaria, kan malaria behandles med 100 mg en gang dagligt. 

## Resistens
Behandling med et antibiotikum indebærer at bakterierne kan blive resistente over for det anvendte præparat og eventuelle andre antibiotika. Doxycyklin er et bredspektret antibiotikum, og risikoen for udvikling af resistens er derfor større end ved almindelig penicillin. Det har i den forbindelse vakt opmærksomhed at antibiotika som doxycyklin sælges på nettet i Danmark uden besøg hos egen praktiserende læge.